# Tomasz Puczyłowski
Tomasz Andrzej Puczyłowski – polski filozof, doktor habilitowany nauk humanistycznych, pracownik naukowy Wydziału Filozofii Uniwersytetu Warszawskiego.

## Życiorys
W 1998 r. ukończył studia filozoficzne na Uniwersytecie Warszawskim, w 2003 r. obronił pracę doktorską pt. Zastosowanie formalnych ujęć implikatury do analizy wybranych problemów epistemologicznych, której promotorem był prof. Mieczysław Omyła, w 2014 r. habilitował się na podstawie pracy zatytułowanej Argument z implikatury konwersacyjnej w polemikach filozoficznych. 
Pracuje na stanowisku adiunkta na Wydziale Filozofii Uniwersytetu Warszawskiego, oraz jest skarbnikiem Polskiego Towarzystwa Semiotycznego.